# KMØ

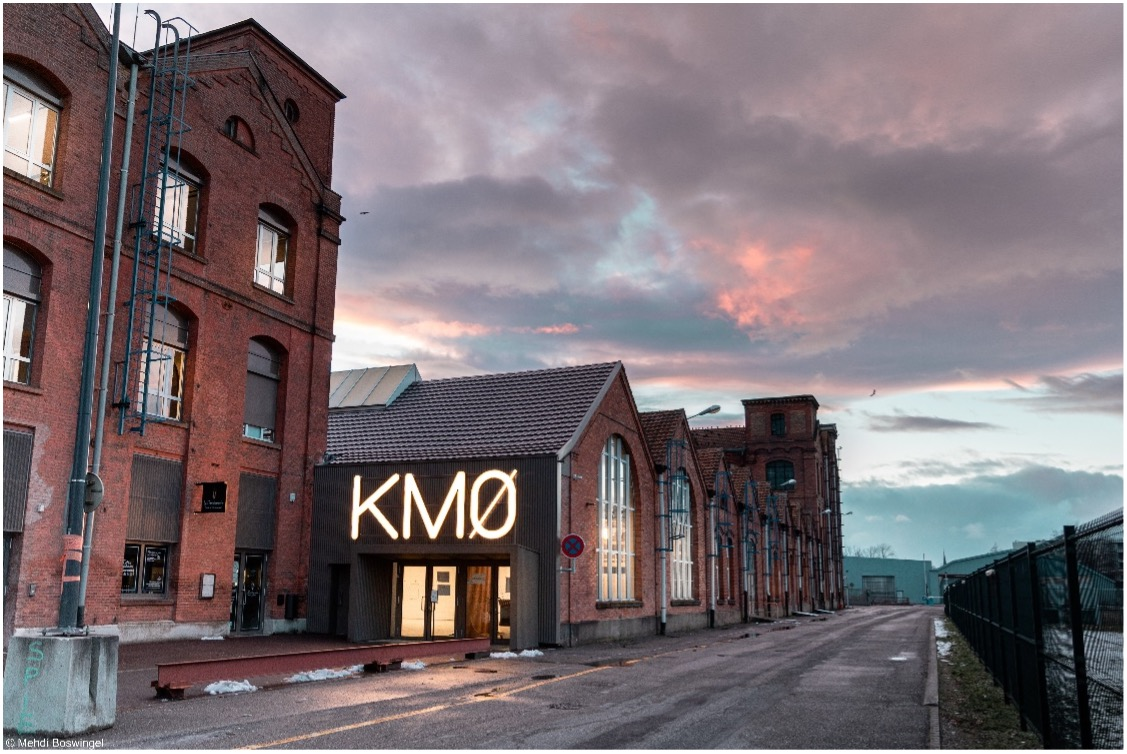
Entrée principale de KMØ

KMØ (prononcer « K-M-zéro »), est un lieu d'innovation consacré à l'industrie, situé dans le quartier Fonderie à l'ouest de la ville de Mulhouse, dans la région Grand Est. Il s'installe au début de l'année 2019 dans une friche industrielle de 11 500 m2 construite en 1896, 1910 et 1929, restée vacante après le fermeture de la SACM (Société alsacienne de constructions mécaniques)  dans les années 1990 et le déménagement du siège France de Wärtsilä.

## Historique
C'est l'histoire du lieu qui inspire le nom de KMØ. Le « kilomètre zéro », point de départ de la ligne de chemin de fer Mulhouse-Thann, est la troisième ligne à voir le jour en France à l'époque de sa création par l'industriel Nicolas Koechlin en 1839. Elle préfigurait alors la ligne Strasbourg-Bâle qui deviendrait la 1re ligne de chemin de fer transfrontalière européenne.
Les fondateurs historiques de la SAS KMØ sont cinq investisseurs privés mulhousiens. Gérald Cohen, Michel Levy, Patrick Rein, Olivier Zeller et Guillaume Delemazure, qui est aussi l'architecte chargé de la réhabilitation des locaux, sont rejoints sur ce projet par la Caisse des dépôts et le Crédit Agricole Alsace-Vosges. Le FEDER (Fonds Européen de Développement Régional) contribue également à cette création.

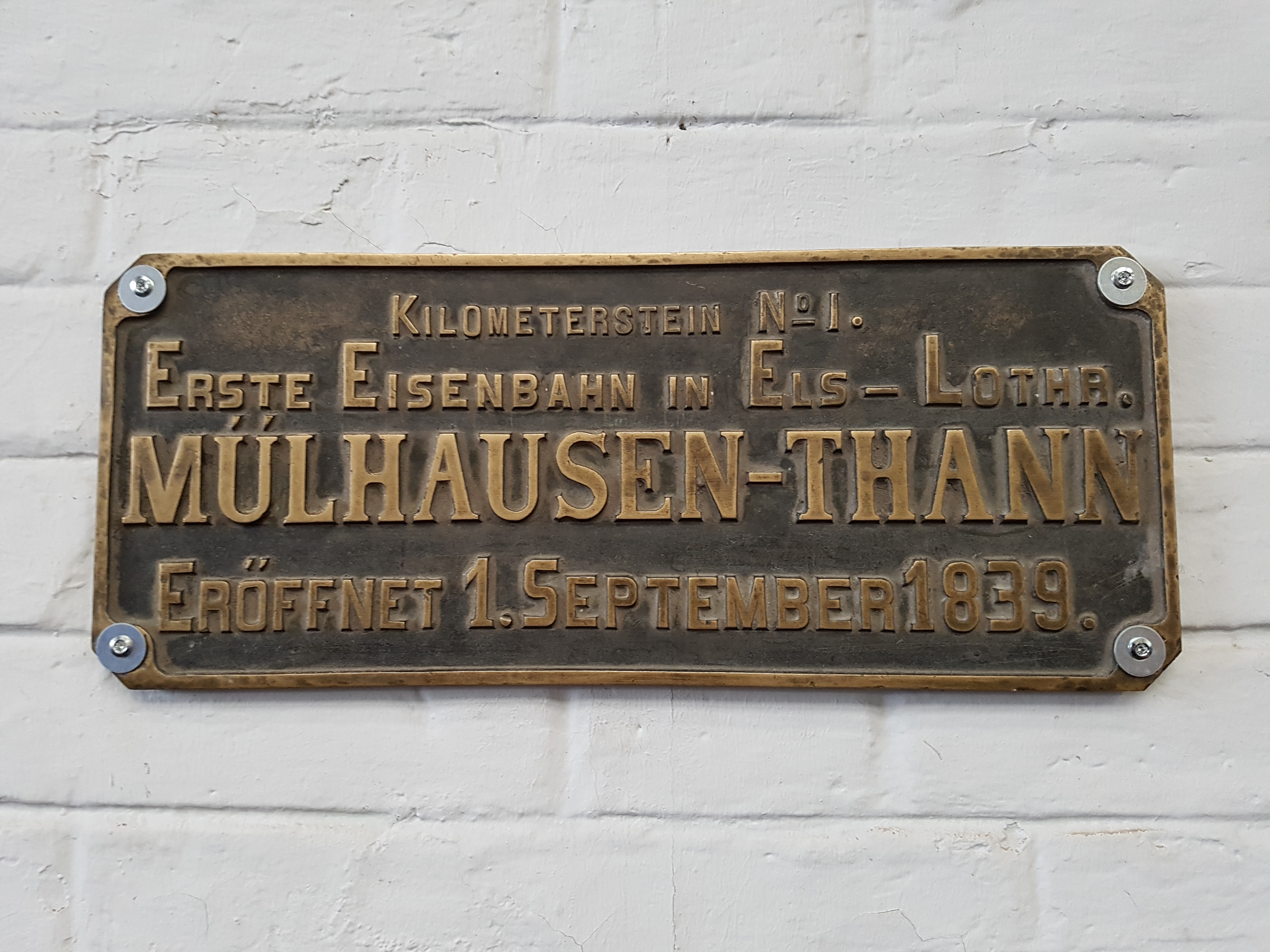

En 2017, la première pierre est posée, symbolisée par une plaque commémorative en hommage au passé industriel du lieu ; KMØ ouvre ses portes au printemps 2019 après un an et demi de travaux.

## Le lieu
KMØ totalise 11 500 m2, regroupe 70 structures, accueille un millier d'habitants (étudiants, salariés, créateur d'entreprise) et propose 25 formations.
Un premier espace se situe dans les anciens bureaux de la SACM au sein du bâtiment B23. Il loge les formations et les entreprises déjà constituées. Le deuxième espace se trouve dans les anciens ateliers, les bâtiments B24 et B24a, sous les sheds, ces toits en dents de scie caractéristiques des usines et entrepôts du début du XXe siècle, et héberge des modules destinés aux Start-ups et entreprises nouvelles.

## Fonctionnement
Le lieu d'innovation KMØ est consacré à la transformation numérique de l'industrie. Il crée des conditions favorables à la collaboration entre les entreprises industrielles et le monde digital dans la région du Rhin Supérieur. Il s'agit d'un lieu de rencontre qui « réduit à zéro la distance entre ses interlocuteurs » selon les propos de Patrick Rein, l'un des fondateurs du projet. 
Ainsi, les acteurs économiques des secteurs secondaire et tertiaire évoluent dans un espace commun. Ils y trouvent des ressources locales leur permettant de favoriser leur développement, de créer des partenariats et d'élargir leur réseau professionnel. Depuis 2019, près de 200 emplois ont été créés.

### E-nov Campus outil d'animation de KMØ
E-nov Campus est une association destinée à l'animation du campus et à la gestion de l'événementiel pour le compte de KMØ. Sa fonction est de gérer l'espace et l'accueil lors d'événements et d'animer le Club des Locomotives. Elle s'occupe également de soutenir et de promouvoir le développement de formations, notamment le Studio et Atelier de Création Metavers, anciennement Ligne Numérique.   
Le Club des Locomotives regroupe des industriels français, suisses et allemands. L'objectif est de réaliser des projets, de promouvoir les collaborations et les partenariats.    

### Formations
25 formations et écoles ont choisi de s'installer dans les murs de KMØ, dont, :
- Epitech
- 42 Mulhouse Grand-Est
- Studio et Atelier de Création Metavers
- PHG Academy
- la Ligne numérique

### Fondation KMØ
Nouvelle entité sous l'égide de la Fondation de France, la Fondation KMØ est créée en avril 2022. Sa fonction est de lever des fonds pour les formations Studio et Atelier de Création Multivers (ancienne Ligne Numérique) et 42 Mulhouse. Elle est fondée par CAG, LDE, Passion Automobiles et la Banque Populaire.